# Mastère Spécialisé
Một Mastère Spécialisé (MS) (Thạc sĩ chuyên ngành) hoặc Specialized Master hoặc Advanced Master là bằng thạc sĩ chuyên ngành kỹ thuật hoặc quản trị kinh doanh, thu hút nhiều người ở một phạm vi rộng trong các ngành học có tính học thuật.

## Tổng quan
Bằng tốt nghiệp này đã được tạo ra vào năm 1986 bởi Conférence des Grandes Écoles. Nó diễn ra trên một năm có ít nhất 4 tháng thực tập.
Một số đối tượng được dạy: hàng không vũ trụ, máy tính, quản lý, sinh học...